# Igreja Batista da Lagoinha
A Igreja Batista da Lagoinha (conhecida também pela sua sigla IBL ou Lagoinha) é uma megaigreja batista carismática multissítio com sede em Belo Horizonte, Minas Gerais, no Brasil. O atual pastor-presidente da igreja é André Valadão. A igreja se tornou conhecida por meio de um de seus ministérios, o ministério de louvor Diante do Trono, uma das bandas mais bem sucedidas da indústria gospel. 
Alguns dos principais cultos são transmitidos ao vivo pela Internet e também pelo seu próprio canal de TV (Rede Super) e pela estação de rádio Super FM. A Lagoinha é uma igreja membro da Aliança Batista Mundial, tendo sua própria convenção denominada Convenção Batista Lagoinha ou Lagoinha Global.

## História
A Igreja da Lagoinha foi fundada pelo pastor José Rego do Nascimento em 20 de dezembro de 1957, no bairro da Lagoinha, como Sexta Igreja Batista em Belo Horizonte, tornando-se conhecida como Igreja Batista da Lagoinha ou apenas Lagoinha.
Pastor Rego presidiu a igreja até 1966, sendo sucedido por alguns pastores, até que, em 31 de julho de 1972, o pastor Márcio Valadão assumiu a presidência da mesma igreja. Em 1970, devido à sua identificação com movimento batista renovado, a igreja foi expulsa da Convenção Batista Brasileira, que é uma convenção de tradição reformada, mas aderiu à Convenção Batista Nacional, vinculada à Aliança Batista Mundial.
Em 11 de dezembro de 2022, aos 75 anos de idade, o Pr. Márcio renuncia a presidência da igreja passando-a para o então pastor da Lagoinha Orlando, André Valadão, que passa a ser o presidente da denominação enquanto Flaviano Marques um dos pastores, assume a liderança da igreja matriz em Belo Horizonte.

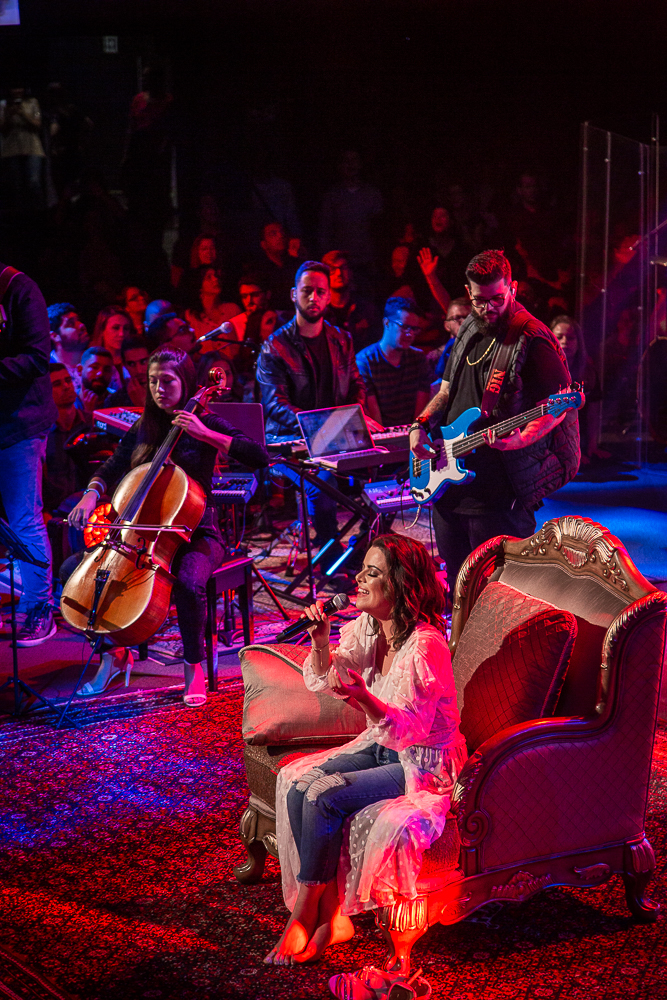
Ana Paula Valadão, do Diante do Trono em 2019.

A Lagoinha também tem uma rede de televisão intitulada Rede Super e uma emissora de rádio, Rádio Super FM, desde 2021 a organização conta também com uma emissora de rádio em Brasília, Rádio Lagoinha Brasília 88.7 FM. O grupo Diante do Trono foi formado na igreja em 1997.
No dia 31 de janeiro de 1998, o Diante do Trono, ministério de louvor liderado por Ana Paula Valadão, filha do pastor Márcio Valadão, gravou o primeiro álbum intitulado "Diante do Trono" na Igreja da Lagoinha para arrecadar fundos para uma obra missionária na Índia. O álbum vendeu muito, e surgiu o ministério de louvor Diante do Trono, que se tornou um dos maiores ministérios de louvor da América Latina, contribuindo para o reconhecimento da Igreja da Lagoinha.

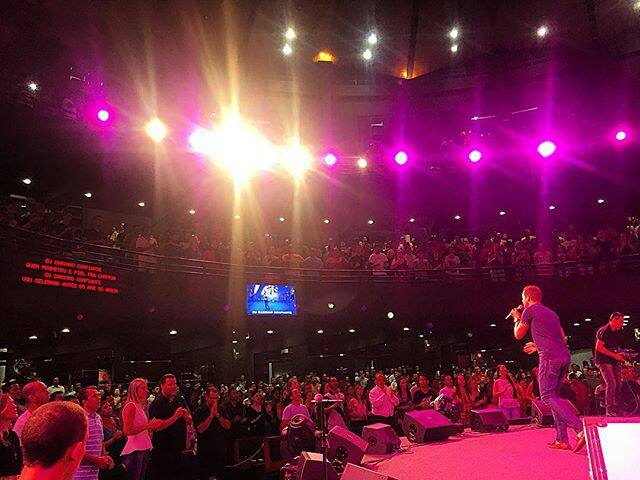
Culto em 2016.

Além do grupo, Ana Paula Valadão, André Valadão e Mariana Valadão, que são filhos do pastor Márcio, Nívea Soares, Thalles Roberto, Ana Nóbrega, Helena Tannure, entre outros cantores gospel, surgiram a partir da Igreja da Lagoinha.
A Lagoinha tem mais de 200 ministérios distintos em atuação. Dentre eles, o AMGI, Estância Paraíso, CTMDT e a Fábrica de Artes, na qual foi criado para servir a igreja local na área das artes e a comunidade em geral. 
No dia 7 de julho de 2013 fundou-se uma Igreja da Lagoinha, em Niterói, no Rio de Janeiro pelos pastores Felippe e Mariana Valadão. Na comemoração de um ano da Igreja Lagoinha em Niterói, foi inaugurado um novo templo que comporta cerca de 4.500 pessoas e tem 10.000 m². Em 2016, havia 100 campus no Brasil e no mundo. Em 2025, a igreja chegaria a 50.000 pessoas.

## Lagoinha Global
A Lagoinha Global é a convenção da Igreja Batista da Lagoinha e surgiu com a finalidade de facilitar os processos de implantação de igrejas e dar visibilidade às suas ações evangelísticas ao redor do globo. Dessa forma, todas as Lagoinhas estão debaixo de uma organização que normatiza um padrão no desempenho de suas funções e identidade, bem como divulga todos os trabalhos das igrejas e, o principal, orienta atentamente o cuidado a cada membro. Seu lema é: "Uma só visão, um mesmo propósito: uma igreja grande para servir e pequena para se importar".
Hoje, mesmo vinculada à CBN, a Lagoinha possui sua própria convenção para organizar-se de forma interna em sua denominação.